# Секретариат Кабинета министров Японии
Секретариат Кабинета министров Японии (яп. 内閣官房 Найкаку-камбо:) — центральный орган исполнительной власти Японии, во главе с генеральным секретарём Кабинета министров. С 1947 года он координирует министерства и агентства, собирает сведения для правительства и организовывает различные другие задачи для Кабинета министров, включающие в себя и помощь премьер-министру.
Организации:
- Генеральный секретарь Кабинета министров
  - Заместитель генерального секретаря Кабинета министров
    - Помощник генерального секретаря Кабинета министров
      - офисы и департаменты